# نوک (بیرجند)
نوک یک منطقهٔ مسکونی است در دهستان کاهشنگ از توابع بخش مرکزی شهرستان بیرجند، واقع در استان خراسان جنوبی کشور ایران که بر پایه سرشماری عمومی نفوس و مسکن در سال ۱۳۸۵ جمعیت آن ۲۹ نفر (در ۷ خانوار)  و طبق سرشماری عمومی نفوس و مسکن در سال ۱۳۹۵ جمعیت آن ۴۹ نفر (در ۱۷ خانوار) بوده‌است.